# Carpolepis
Genre
Classification phylogénétique

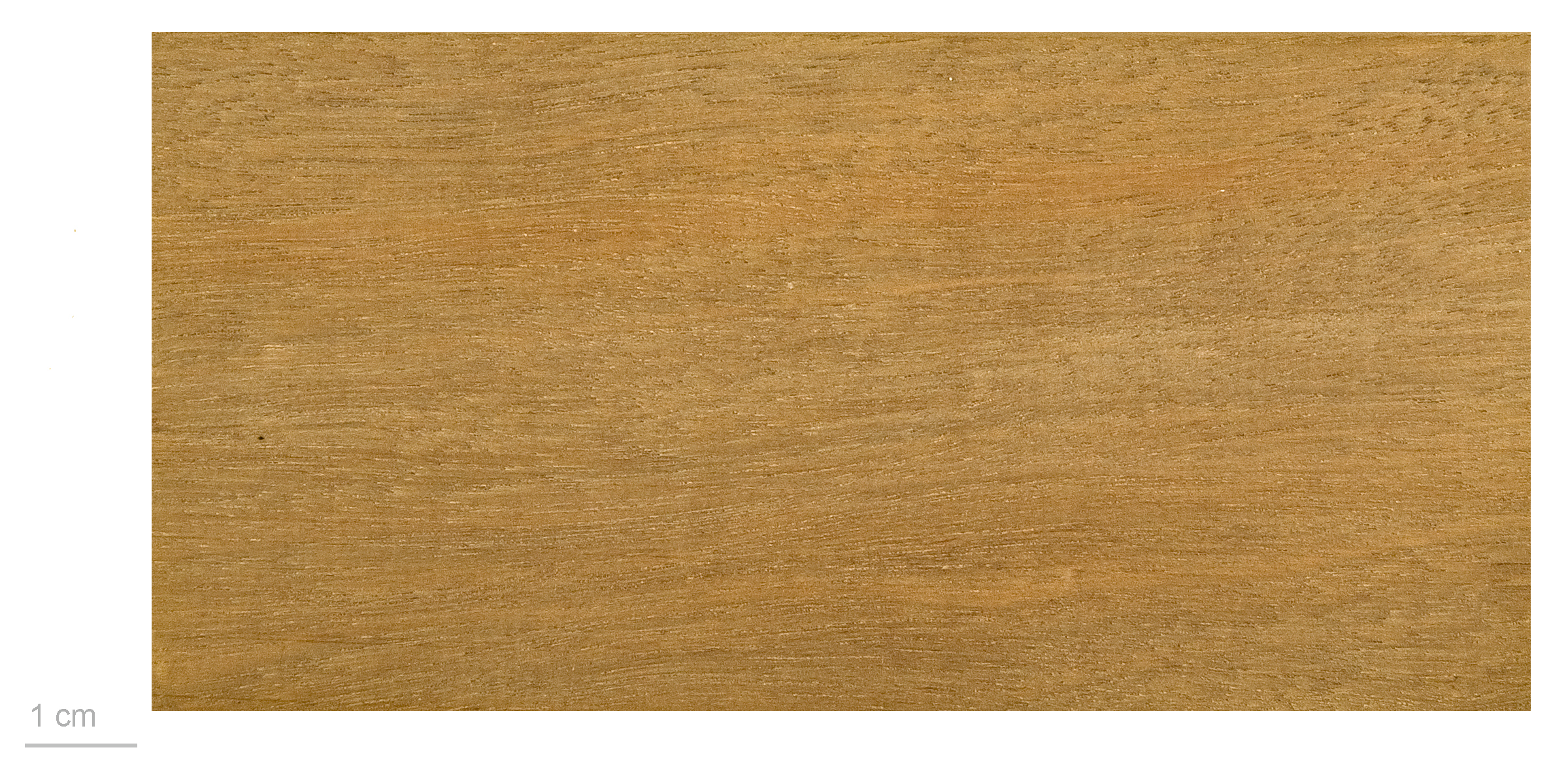
Carpolepis laurifolia au Muséum de Toulouse.

Carpolepis est un genre de plantes à fleurs de la famille des Myrtacées. Il comprend des petits arbres et arbustes endémiques en Nouvelle-Calédonie.
Il comprend 3 espèces :
- Carpolepis elegans (Montrouz.) J. Wyndam Dawson
- Carpolepis lauriflora ("Faux teck") (Brongniart & Gris) J. Wyndam Dawson
  - var. demonstrans
  - var. lauriflora
- Carpolepis tardiflora J. Wyndam Dawson

Ces petits arbres poussent aussi bien dans le maquis minier que dans la forêt dense humide.
Les espèces Carpolepis lauriflora et Carpolepis tardiflora peuvent vivre à une altitude supérieure à 1000 m. Le genre est représenté sur l'ensemble du territoire.

## Taxonomie
Selon Plants of the World Online, le nom de genre est un synonyme de Metrosideros.